# Francesco Maria Grimaldi
Francesco Maria Grimaldi (n. 2 aprilie 1618, Bononia, Statele Papale – d. 28 decembrie 1663, Bononia, Statele Papale) a fost un preot iezuit, matematician, fizician și astronom italian, care a predat la colegiul iezuit de la Bologna.

## În fizică
Între 1640 și 1650, lucrând împreună cu preotul iezuit Giovanni Riccioli, a studiat căderea liberă a obiectelor, confirmând că lungimea căderii este proporțională cu pătratul timpului necesar. Grimaldi și Riccioli au realizat, de asemenea, un calcul privind constanta gravitațională pe baza oscilațiilor unui pendul precis.
Observațiile sale au constituit un progres remarcabil în evoluția opticii. În 1665, Grimaldi menționează în lucrarea Physico-mathesis de lumine, coloribus et iride un fenomen pe care l-a numit difracție, sugerând astfel pentru prima dată că lumina nu se propagă neapărat în linie dreaptă, aceasta fiind capabilă să ocolească obstacolele, lucru inobservabil în cazul propagării prin reflexie sau refracție. Mai mult, în urma unor experiențe, Grimaldi ajunge la concluzia că
„... uneori lumina transformă o suprafață deja luminată într-una mai întunecoasă.”
Fizicianul italian descoperise încă un fenomen, care va fi studiat de Thomas Young un secol și jumătate mai târziu și va fi numit interferență.

## În astronomie
Grimaldi a construit și folosit instrumente pentru a măsura munții lunari, precum și înălțimea norilor, și a realizat o hartă precisă Lunii (selenografie). Harta respectivă a fost publicată de Riccioli și acum împodobește intrarea Muzeului Național al Aerului și Spațiului (de la Institutul Smithsonian, Washington DC).
Din 1640 până în 1650 Grimaldi a fost asistentul lui Giovanni Riccioli și a contribuit la lucrarea acestuia, Almagestum novum (1651), unul din primele tratate de selenografie, în care sunt consemnate observațiile reliefului lunar. Această carte se află la originea nomenclaturii lunare, întrucât Grimaldi și Riccioli au dat numele unor astronomi și altor savanți celebri, craterelor lunare și altor forme de relief de pe Lună. Tot împreună cu Riccioli a încercat să calculeze meridianul terestru.
Craterul lunar Grimaldi este numit în cinstea lui.